# 杉原正
杉原 正（すぎはら ただし、1930年（昭和5年）11月19日 - 1982年（昭和57年）11月12日）は、日本の警察官僚。島根県出身。東京大学教育学部卒。

## 来歴
1953年警察庁入庁。入庁同期に、山田英雄、池田速雄（交通局長）、金原忍（公安調査庁第一部長）、山崎隆司（近畿管区警察局長）など。
神奈川県警察警備部長、大阪府警察交通部長、警視庁交通部長、警察庁人事課長、交通局長、大阪府警察本部長、警察大学校校長などの要職を歴任した。また、田中角栄の総理在職中には首相秘書官としても活躍した。1982年警察大学校校長の時に、大阪府警賭博ゲーム台汚職に責任を感じて自殺した(51歳没)。